# Temporada da NHL de 1924–25
A temporada da NHL de 1924–25 foi a oitava temporada da National Hockey League (NHL). Seis times jogaram trinta partidas cada. O vencedor da Copa Stanley foi o Victoria Cougars, da Western Canada Hockey League (WCHL), o último time de fora da NHL a vencer a Copa. Ele derrotou o Montreal Canadiens. O campeão da temporada regular da NHL, Hamilton Tigers, não participou dos playoffs, já que seus jogadores haviam afirmado ao dono do clube, Percy Thompson, que não participariam das finais da NHL a não ser que recebessem duzentos dólares cada um pelos seis jogos a mais disputados naquele ano. Em seus contratos, os jogadores dos Tigers deveriam receber os mesmos ganhos, independentemente de quantas partidas disputassem de 1 de dezembro de 1924 a 31 de março de 1925 (mesmo com a temporada sendo iniciada em 29 de novembro de 1924). O presidente da NHL, Frank Calder, não gostou da situação, afirmando que os jogadores seriam multados ou suspensos se não jogassem a série final, mas estes alegaram que preferiam abandonar a liga em vez de sofrerem prejuízo. Ao dia da partida final da semifinal, Shorty Green, dos Tigers, reuniu-se com Calder para tentar chegar a um acordo, mas não houve possibilidade. Os jogadores foram todos suspensos e multados em duzentos dólares, sendo eliminados dos playoffs.

## Negócios da liga
Antes do início desta temporada, a Pacific Coast Hockey Association faliu e dois de seus times, Vancouver Maroons e Victoria Cougars, juntaram-se à Western Canada Hockey League. Isso significou que após três temporadas com três ligas brigando pela Copa Stanley, haveria apenas duas novamente.
Um novo troféu foi adicionado na temporada 1924-25. O Troféu Memorial Lady Byng original foi doado por Lady Byng, esposa do governador-geral Visconde Byng de Vimy, para ser entregue ao jogador que mostrasse o melhor espírito esportivo e conduta cavalheiresca combinados com boas atuações no jogo. Ela o presenteou a Frank Nighbor, do Ottawa Senators.

## Temporada regular
Esta foi a primeira temporada do Montreal Maroons e do Boston Bruins, e os Bruins se tornaram a primeira equipe estadunidense na NHL. Foi também a última temporada do Hamilton Tigers, que seria dissolvido ao fim dela. O número de partidas por temporada aumentou de 24 para 30.
Uma nova arena, o Montreal Forum, foi construída, e seria a casa dos Maroons. Todavia, os Canadiens jogaram ali primeiro. Como a Mount Royal Arena não poderia produzir gelo, foi decidida a mudança de uma partida contra o Toronto St. Patricks para o Forum. Os Canadiens bateram os St. Patricks por 7 a 1, e Billy Boucher marcou três gols.
Os Maroons dependiam de dois ex-jogadores do Ottawa Senators, Punch Broadbent e Clint Benedict, que foram contratados junto ao Ottawa antes da temporada, mas conseguiram chegar apenas à quinta colocação. Broadbent marcou dois gols na primeira vitória dos Maroons, um triunfo por 3 a 1 sobre o Ottawa no Forum, em Montreal. Broadbent marcou cinco gols em uma partida em 7 de janeiro, quando o Montreal derrotou os Tigers por 6 a 2 no Abso-Pure Rink, em Hamilton.
Em 17 de dezembro, os goleiros Jake Forbes de Hamilton e Alex Connell, do Ottawa, participaram do primeiro empate sem gols em uma temporada regular da NHL.
Próximo ao fim da temporada, os Bruins, que terminariam em último, tiveram uma boa sequência de vitórias. Primeiro, bateram o Montreal Canadiens por 3 a 2 em 3 de março. Normand Shay marcou o gol da vitória e um contra-ataque de dois contra um aos 16:39 do terceiro período, em que Jimmy Herberts chutou e Shay pegou o rebote para superar Georges Vézina. A partida foi dura, e o árbitro Jerry Laflamme aplicou algumas penalidades, incluindo quatro menores para Lionel Hitchman, do Boston. Howie Morenz estrelou na partida, com dois gols. Os Bruins, então, derrotaram os líderes Tigers por 2 a 0 em sua partida seguinte, quando Doc Stewart jogou bem no gol.

### Classificação final
|                      | PJ | V  | D  | E | Pts | GP  | GC |
| -------------------- | -- | -- | -- | - | --- | --- | -- |
| Hamilton Tigers      | 30 | 19 | 10 | 1 | 90  | 60  | 39 |
| Toronto St. Patricks | 30 | 19 | 11 | 0 | 90  | 84  | 38 |
| Montreal Canadiens   | 30 | 17 | 11 | 2 | 93  | 56  | 36 |
| Ottawa Senators      | 30 | 17 | 12 | 1 | 83  | 66  | 35 |
| Montreal Maroons     | 30 | 9  | 19 | 2 | 45  | 65  | 20 |
| Boston Bruins        | 30 | 6  | 24 | 0 | 49  | 119 | 12 |

Nota: PJ = Partidas Jogadas, V = Vitórias, D = Derrotas, E = Empates, Pts = Pontos, GP = Gols Pró, GC = Gols Contra

Times que se classificaram aos play-offs estão destacados em negrito.

### Artilheiros
J = Partidas jogadas, G = Gols, A = Assistências, Pts = Pontos, PEM = Penalidades em minutos
| Jogador        | Time                 | J  | G  | A  | Pts |
| -------------- | -------------------- | -- | -- | -- | --- |
| Babe Dye       | Toronto St. Patricks | 29 | 38 | 6  | 44  |
| Cy Denneny     | Ottawa Senators      | 28 | 27 | 15 | 42  |
| Aurel Joliat   | Montreal Canadiens   | 24 | 29 | 11 | 40  |
| Howie Morenz   | Montreal Canadiens   | 30 | 27 | 7  | 34  |
| Billy Boucher  | Montreal Canadiens   | 30 | 18 | 13 | 31  |
| Jack Adams     | Toronto St. Patricks | 27 | 21 | 8  | 29  |
| Billy Burch    | Hamilton Tigers      | 27 | 20 | 4  | 24  |
| Red Green      | Hamilton Tigers      | 30 | 19 | 4  | 23  |
| Jimmy Herberts | Boston Bruins        | 30 | 17 | 5  | 22  |
| Hap Day        | Toronto St. Patricks | 26 | 10 | 12 | 22  |

### Goleiros líderes
J = Partidas jogadas, V = Vitórias, D = Derrotas, E = Empates, TNG = Tempo no gelo (minutos), GC = Gols contra, TG = Tiros ao gol, MGC = Média de gols contra
| Jogador         | Time                 | J  | GC | TG | MGC |
| --------------- | -------------------- | -- | -- | -- | --- |
| Georges Vézina  | Montreal Canadiens   | 30 | 56 | 5  | 1.9 |
| Jake Forbes     | Hamilton Tigers      | 30 | 60 | 6  | 2.0 |
| Clint Benedict  | Montreal Maroons     | 30 | 65 | 2  | 2.2 |
| Alex Connell    | Ottawa Senators      | 30 | 66 | 7  | 2.2 |
| John Ross Roach | Toronto St. Patricks | 30 | 84 | 1  | 2.8 |
| Charles Stewart | Boston Bruins        | 21 | 65 | 2  | 3.0 |
| Howie Lockhart  | Boston Bruins        | 2  | 11 | 0  | 5.5 |
| Norman Fowler   | Boston Bruins        | 7  | 43 | 0  | 6.1 |

## Playoffs
Todas as datas em 1925
Com um aumento no número de times da NHL, a liga mudou o formato de seus playoffs, tendo o segundo e o terceiro que se enfrentar em uma série de total de gols para ver quem enfrentaria o primeiro classificado pelo campeonato da NHL. O campeão da NHL enfrentaria o vencedor da Western Canada Hockey League pela Copa Stanley. Como os Tigers, primeiros classificados, entraram em greve, o vencedor da série entre o segundo e o terceiro, que foi o Montreal Canadiens, tornou-se o campeão da NHL e jogou pela Copa.

### Campeonato da NHL
O terceiro classificado Montreal Canadiens enfrentou o segundo, o Toronto St. Patricks, em uma série de total de gols. O vencedor da série enfrentaria o primeiro classificado, o Hamilton Tigers. Mas não aconteceria dessa forma. Durante a série de total de gols, os jogadores do Hamilton demandaram duzentos dólares cada pelos seis jogos extras disputados durante a temporada regular, e a liga ameaçou suspender os atletas da equipe. Os últimos esforços para atingir um acordo falharam, e os Tigers foram suspensos. Foi sugerido que o Ottawa Senators fosse incluído nos playoffs, mas Charlie Querrie e Leo Dandurand citaram que uma quarta colocação não classificaria o Ottawa aos playoffs, sendo decidido que Montreal e Toronto se enfrentariam pelo título da liga. O presidente da NHL, Frank Calder, anunciou que os Canadiens jogariam as partidas em casa, no Forum, mas Leo Dandurand afirmou que elas seriam jogadas na Mount Royal Arena, a não ser que fosse necessária a mudança para o Forum, citando que partidas em casa eram partidas em casa, e os Canadiens jogavam melhor em frente aos seus próprios torcedores. Calder voltou atrás com sua proposta. O Montreal venceu a série e ganhou o direito de jogar pela Copa Stanley.
Montreal Canadiens vs. Toronto St. Patricks
| Data        | Visitante          | Placar | Mandante             | Placar | Notas |
| ----------- | ------------------ | ------ | -------------------- | ------ | ----- |
| 11 de março | Montreal Canadiens | 3      | Toronto St. Patricks | 2      |       |
| 13 de março | Montreal Canadiens | 2      | Toronto St. Patricks | 0      |       |

Montreal venceu a série por 5 gols a 2

### Final da Copa Stanley
Na Western Canada Hockey League, o terceiro colocado Victoria Cougars venceu o campeonato de sua liga e enfrentou o Montreal Canadiens pela Copa Stanley. O Victoria facilmente bateu Montreal por três jogos a um, com uma soma de gols de 16 a 8. Essa foi a primeira e última vez, desde a criação da NHL, que um time de fora dessa liga venceu a Copa Stanley. Em uma nota de rodapé, todavia, o Seattle Metropolitans poderia ter contestado a Copa durante a temporada interrompida pela gripe espanhola de 1918-19, mas escolheu não o fazer por boa esportividade. A série foi disputada na Patrick Arena, em Victoria, exceto pelo jogo 2, disputado na Denman Arena para ter maior público e maior receita.
Montreal Canadiens vs. Victoria Cougars
| Data        | Visitante          | Placar | Mandante         | Placar | Notas        |
| ----------- | ------------------ | ------ | ---------------- | ------ | ------------ |
| 21 de março | Montreal Canadiens | 2      | Victoria Cougars | 5      |              |
| 23 de março | Montreal Canadiens | 1      | Victoria Cougars | 3      | em Vancouver |
| 27 de março | Montreal Canadiens | 4      | Victoria Cougars | 2      |              |
| 30 de março | Montreal Canadiens | 1      | Victoria Cougars | 6      |              |

O Victoria Cougars venceu a série melhor-de-cinco por 3 a 1 e conquistou a Copa Stanley

### Artilheiro do playoffs da NHL
J = Partidas jogadas, G =Gols, A = Assistências, Pts = Pontos, 
| Jogador      | Time               | J | G | A | Pts |
| ------------ | ------------------ | - | - | - | --- |
| Howie Morenz | Montreal Canadiens | 6 | 7 | 1 | 8   |

## Prêmios da NHL
| 1924–25 NHL awards        | 1924–25 NHL awards             |
| ------------------------- | ------------------------------ |
| Troféu Memorial Hart:     | Billy Burch, Hamilton Tigers   |
| Troféu Lady Byng:         | Frank Nighbor, Ottawa Senators |
| Copa O'Brien:             | Montreal Canadiens             |
| Troféu Príncipe de Gales: | Montreal Canadiens             |

Nota: O Troféu Príncipe de Gales não foi usado nesta temporada. Os Canadiens foram agraciados retroativamente com o troféu em 1925-26.

## Estreias
Lista de jogadores importantes que jogaram seu primeiro jogo na NHL em 1924–25 (listados com seu primeiro time; asterisco marca estreia nos playoffs):
- Alex Connell, Ottawa Senators
- Carson Cooper, Boston Bruins
- Hap Day, Toronto St. Patricks
- Jimmy Herberts, Boston Bruins
- Bert McCaffrey, Toronto St. Patricks
- Alex Smith, Ottawa Senators
- Hooley Smith, Ottawa Senators